# Río Mao (República Dominicana)
El río Mao pertenece a la Cuenca del Río Yaque del Norte, en República Dominicana. Nace en la estribación norte de la cordillera Central de la República Dominicana, en la zona productora de agua No. 7, en las coordenadas 19Q 0254400 mE.  2130600  m.N. y desemboca en la riviera sur del Yaque del Norte en las coordenadas 19Q286090.68 m.E. y 2166220.35 m.N. en la cota 63 m s. n. m. Esta corriente nace en la cota 940 m s. n. m. y recorre una distancia de 97,17 km hasta su confluencia con el cauce del Yaque del Norte. Su cauce es uno de los más aprovechados del país, sobre él se encuentran las presas hidroeléctricas de Monción y de Mao, el contraembalse de Mao, la toma del Acueducto Múltiple de la Línea Noroeste, y tres diques derivadores, uno privado para el regadío de una finca, el del Canal Luis Bougart y el del Canal Mayor.
La pendiente promedio del cauce es de 1.38%, siendo en sus primeros 2.65 km de 7.75%, en el segundo tramo de 2.88 km de 4.86%, en el tercer tramo de 8.12 km de 1.60%, en el cuarto tramo de 1.93%, para luego ralentizarse y mantenerse con una pendiente inferior al 1%.
- Datos: Q6115393